# Мурована
Мурована (бел. Мурава́на; транслит.: Muravana) — деревня в Беларуси в Берестовицком районе Гродненской области, в составе Олекшицкого сельсовета, примерно в 13 км к северо-западу от Большой Берестовицы.

## История
В середине XVI века, в 1569 году, эти владения принадлежали Остафию Воловичу. От него перешли к его зятю Северыну Бонеру, который их продал Юзефу Карпу (пол. Józef Karp). В руках семьи Карпов они оставалась до 1750 года, когда были проданы Тадеушу Юндзиллу и оставался в руках его семьи до 1858 года, пока правнучка Тадеуша, Мария Юндзилл (1827—1858), не вышла замуж за Станислава Солтана (1822—1897). Его внук Георгий Солтан (1893—1960) был последним собственником Мурованы до 1939 года.
После третьего раздела Речи Посполитой в 1795 году Мурована, ранее принадлежащая Троксому воеводству Речи Посполитой, оказалась на территории Гродненской губернии Российской Империи. 
После стабилизации польско-советской границы в 1921 году Мурована вернулась в Польшу, оказавшись в гмине Мала Бжостовица в Гродзенском повяте Белостокского воеводства.
С 1945 года — в СССР, с 1991 года — на территории Республики Беларусь.
В 2009 году деревня насчитывала 377 жителей.

## Старый дворец

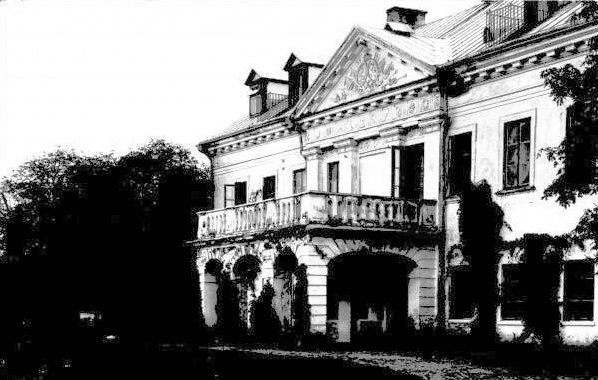
Дворец Солтанов до 1939 года

Находящуюся сегодня в руинах усадьбу начал строить Тадеуш Юндзилл, а закончил его сын от второго брака, Францишек (1750—1818). Первоначально усадьба состояла из трёх частей, однако в первой половине XIX века боковые крылья были снесены, и остался только основной корпус. Это было кирпичное, двухэтажное здание с подвальными помещениями, девятиосное, покрытое гладкой двускатной крышей. Арочный портик помогал удерживать балкон с балюстрадой. Перед портиком был круглый газон с цветочными грядками. На некотором расстоянии от него находилась въездные ворота, состоящие из четырёх колонн с коническими пиками. С обеих сторон ворот стояли две хозяйственные постройки (конюшня и хлев), а по обе стороны здания усадьбы были построены два кирпичных, одноэтажных флигеля.
С садовой стороны к зданию прилегала терраса, от которой ступени вели к занимающему несколько гектаров парку. В нём были три аллеи, оканчивающиеся на берегу большого пруда, с островом посередине, связанного с несколькими меньшими садками. Разные виды деревьев в парке постепенно переходили в нерегулярный лес.
Станислав Солтан перестроил дом: на обоих скатах крыши были пробиты четыре прямоугольные люкарни. Со стороны фронта имели привлекательный вид, со стороны сада — более простой, характерный для жилых помещений. Большой зал занимал оба тракты в конце правого крыла.
Здание усадьбы пережило Вторую мировую войну. После войны было превращено в профучилище. Ещё в 90-е годы XX века в ней обучались трактористы. С тех пор здание находится в опустошении и разрушается. Сегодня представляет собой руину.
Владения в Муровине были описаны в 3 томе «История резиденций на давних окраинах Речи Посполитой» Романа Афтанази.